# Imperium Rosyjskie na Letnich Igrzyskach Olimpijskich 1900
Imperium Rosyjskie na II Letnich Igrzyskach Olimpijskich w roku 1900 w Paryżu reprezentowało 4 sportowców startujących w 2 dyscyplinach. Był to debiut olimpijski reprezentacji Imperium Rosyjskiego.

## Skład kadry

### Jeździectwo
- de Poliakow - wystartował w nieolimpijskiej konkurencji Hacks and hunter combined - nie kończąc jej.
- Władimir Orłow - wystartował w nieolimpijskiej konkurencji Mixed Four-In-Hand Competition nie kończąc jej.

### Szermierka
- Julian Michaux - szabla zawodowcy indywidualnie - 5. miejsce
- Piotr Zakoworot - szabla zawodowcy indywidualnie - 7. miejsce